# Wessel Kooy
Wessel Kooy (* 9. Januar 2005) ist ein niederländischer Fußballspieler. Der niederländische U18-Nationalspieler spielt seit 2019 für den FC Utrecht.

## Karriere

### Verein
Wessel Kooy spielte beim SV Nieuwkoop sowie bei den Alphense Boys, bevor er im Jahr 2019 in das Nachwuchsleistungszentrum des FC Utrecht wechselte. Am 30. September 2022 gab er beim 2:2 im Zweitligaspiel bei Telstar sein Debüt für die zweite Mannschaft der Utrechter. Für die Zweitvertretung des FC Utrecht kam Kooy in der Saison 2022/23 zu neun Einsätzen.

### Nationalmannschaft
Wessel Kooy kam für die niederländische U18-Nationalmannschaft zum Einsatz.